# Brauchtum im Herbst
Brauchtum im Herbst sind Feste, Feiern und Aktivitäten, die bereits längere Zeit Tradition besitzen und in der Herbstzeit, also zwischen dem 23. September und dem 21. Dezember, gefeiert werden. Dazu zählen:
- Mehragan
- Erntedankfest
- Allerheiligen
- Martinsumzug
  - Am 11. November oder auch am Vortag gefeiert, ist das Martinsfest ein von Kindern geschätztes Fest, da sie dann mit Lampions umherziehen und regional auch an einem offenen Feuer mit Wecken oder Brezeln bedacht werden. Auch das Martinssingen gehört dazu, außerdem das Martinsgansessen, zu welchem der Brauch der Gänsegedichte überliefert ist.
- In den Weinbaugebieten von Österreich werden um den 11. November Martinifeiern abgehalten. Am 11. November wird der neue Jahrgang zum Heurigen. Verschiedenste Organisationen wie Weinbruderschaften, Gemeinden, Winzergenossenschaften u. a. sind Veranstalter.
- Barbarazweige
  - Barbarazweige sind meist Kirschzweige aber auch andere Zweige von Obstbäumen, die am 4. Dezember, dem Tag der heiligen Barbara geschnitten und in einer Vase in der Wohnung aufgestellt werden. Sie blühen dann zu Weihnachten.
- Nikolaus
  - Klaasohm, ein auf die Insel Borkum beschränktes Ritual.

Regional werden auch Oktoberfeste und das aus den USA stammende Halloween gefeiert. Hauptsächlich in Schweden feiert man am 13. Dezember das Luciafest. Dabei werden Mädchen zur Luciabraut gewählt und mit einem Lichterkranz auf dem Haupt geschmückt. Sie verteilen dann Gaben und bringen mitten im dunklen nordischen Winter das Licht zu den Menschen. 
Außerdem ist es Brauch, im Herbst, wenn die geänderten Wetterverhältnisse mehr Wind bescheren, Drachen steigen zu lassen, Kastanien zu sammeln um daraus Kastanienmännchen und anderes zu basteln, sowie zu Beginn der Adventszeit einen Adventskranz aufzustellen.